# 聖巴勃羅 (巴拉圭)

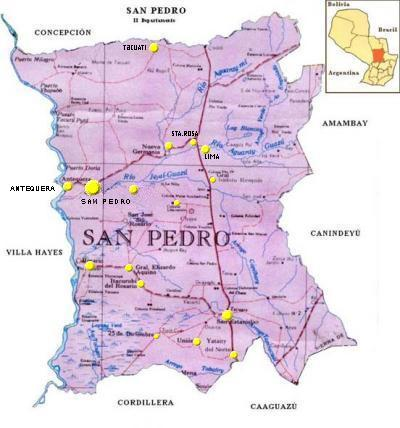

聖巴勃羅（西班牙語：San Pablo），是巴拉圭的城鎮，位於該國中部，由聖佩德羅省負責管轄，距離亞松森330公里，面積603平方公里，海拔高度227米，2008年人口4,351，人口密度每平方公里7.22人。